# Hypocnemis
Hypocnemis – rodzaj ptaków z rodziny chronkowatych (Thamnophilidae). 

## Występowanie
Rodzaj obejmuje gatunki występujące w Ameryce Południowej.

## Morfologia
Długość ciała 11–13 cm, masa ciała 10–14 g.

## Systematyka

### Nazewnictwo
Nazwa rodzajowa jest połączeniem słów z języka greckiego: ὑπο hupo – „trochę, nieco” oraz κνημις knemis, κνημιδος knemidos – „sztylpy, nagolenniki”.

### Podział systematyczny
Do rodzaju należą następujące gatunki:
- Hypocnemis hypoxantha P.L. Sclater, 1869 – jaguarek żółtobrewy
- Hypocnemis subflava Cabanis, 1873 – jaguarek rdzawoboczny
- Hypocnemis flavescens (P.L. Sclater, 1865) – jaguarek żółtawy
- Hypocnemis cantator (Boddaert, 1783) – jaguarek szczebiotliwy
- Hypocnemis peruviana Taczanowski, 1884 – jaguarek plamisty
- Hypocnemis ochrogyna J.T. Zimmer, 1932 – jaguarek boliwijski
- Hypocnemis rondoni Whitney, Isler, Bravo, Aristizábal, Schunck, Silveira, Piacentini, Cohn-Haft & Rêgo, 2013 – jaguarek oliwkowy
- Hypocnemis striata (von Spix, 1825) – jaguarek łuskowany